# Maria Schalcken

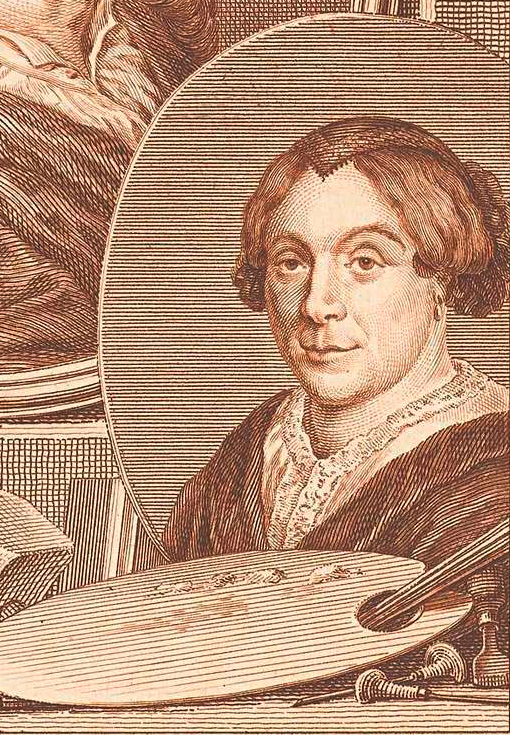
Maria Schalcken, Ausschnitt aus Werk, Stich von Johannes Christiaan Bendorp nach einem Selbstporträt

Maria Schalcken (* um 1645–1649 in Made, Niederlande; † vor 1700 in Dordrecht) war eine niederländische Malerin aus der Ära des Goldenen Zeitalters.

## Leben
Maria Schalcken war das vierte der überlebenden acht Kinder des Pfarrers Cornelis Schalcken und seiner Ehefrau Aletta, geborene Lydius, einer Pfarrerstochter aus Dordrecht. Ihr nächstälterer Bruder, geboren 1643, war der spätere Maler Godefridus Schalcken, ihr nächstjüngerer Bruder kam 1650 zur Welt. Ihr Vater war seit 1642 Pfarrer von Made und Drimmelen.
Maria erhielt vermutlich von ihrem Bruder Godefridus eine Ausbildung in Zeichnen und Malen. 1682 heiratete sie den Dordrechter Kaufmann Severijn van Bracht. In Geschiedenis der Vaderlandsche Schilderkunst (Geschichte der vaterländischen [niederländischen] Malerei) von 1816 ist ein Stich nach einem gezeichneten Selbstporträt abgebildet, der sie als ältere Frau mit einer Malpalette und Pinsel zeigt, was darauf hindeutet, dass sie auch nach ihrer Heirat noch künstlerisch tätig war.
1683 wurde die Tochter Anna geboren, die vermutlich früh verstorben ist, zwei Jahre später der Sohn Jan. Sie muss vor Juli 1700 gestorben sein, da sich ihr Ehemann in diesem Monat wieder verlobte.

## Werk
Von den wenigen hinterlassenen Gemälden wurde das Selbstporträt vor Staffelei (um 1680) bis zu einer Restaurierung im Jahr 1998 fälschlich ihrem Bruder zugeschrieben. Die Atelierszene zeigt sie vor einer Staffelei sitzend ein einem Landschaftsbild malend, was die Vermutung erlaubt, dass sie sich auch in der Landschaftsmalerei betätigt hat.  Ob die Abgebildete Landschaft existiert, von ihr oder jemand anderem gemalt wurde, ist unbekannt. Allerdings sind vor allem eine kleine Reihe ihrer Genregemälden überliefert:
- Junge Frau am Toilettentisch (London, Privatbesitz)
- Ein Junge bietet einer Frau Weintrauben an (New York, The Leiden Collection)
- Porträt eines jungen Mädchens (Erwähnung in alten Versteigerungskatalogen)
- Eine Frau, vor ihrem Toilettentisch sitzend und Konfitüre essend (Erwähnung in alten Versteigerungskatalogen)
- Ein betrunkenes Weib und ein Knabe in einem Zimmer (Erwähnung in alten Versteigerungskatalogen)
- Selbstporträt vor Staffelei (Boston, Museum der Feinen Künste)

Laut Geschiedenis der vaderlandsche schilderkunst wurden Gemälde von Maria Schalcken in angesehenen Kunstsammlungen aufgenommen.
Auch lässt vermuten, dass in den ca. 200 Werken, die ihrem Bruder zugeordnet werden, auch Werke von Maria mit dazwischen sind. Dies wird aber von keiner Forschung unterstützt, dennoch sind beide Malstile sehr ähnlich, weshalb eventuelle weitere Übermalungen oder ununterschriebene Werke existieren könnten.

### Das Selbstporträt vor ihrer Staffelei

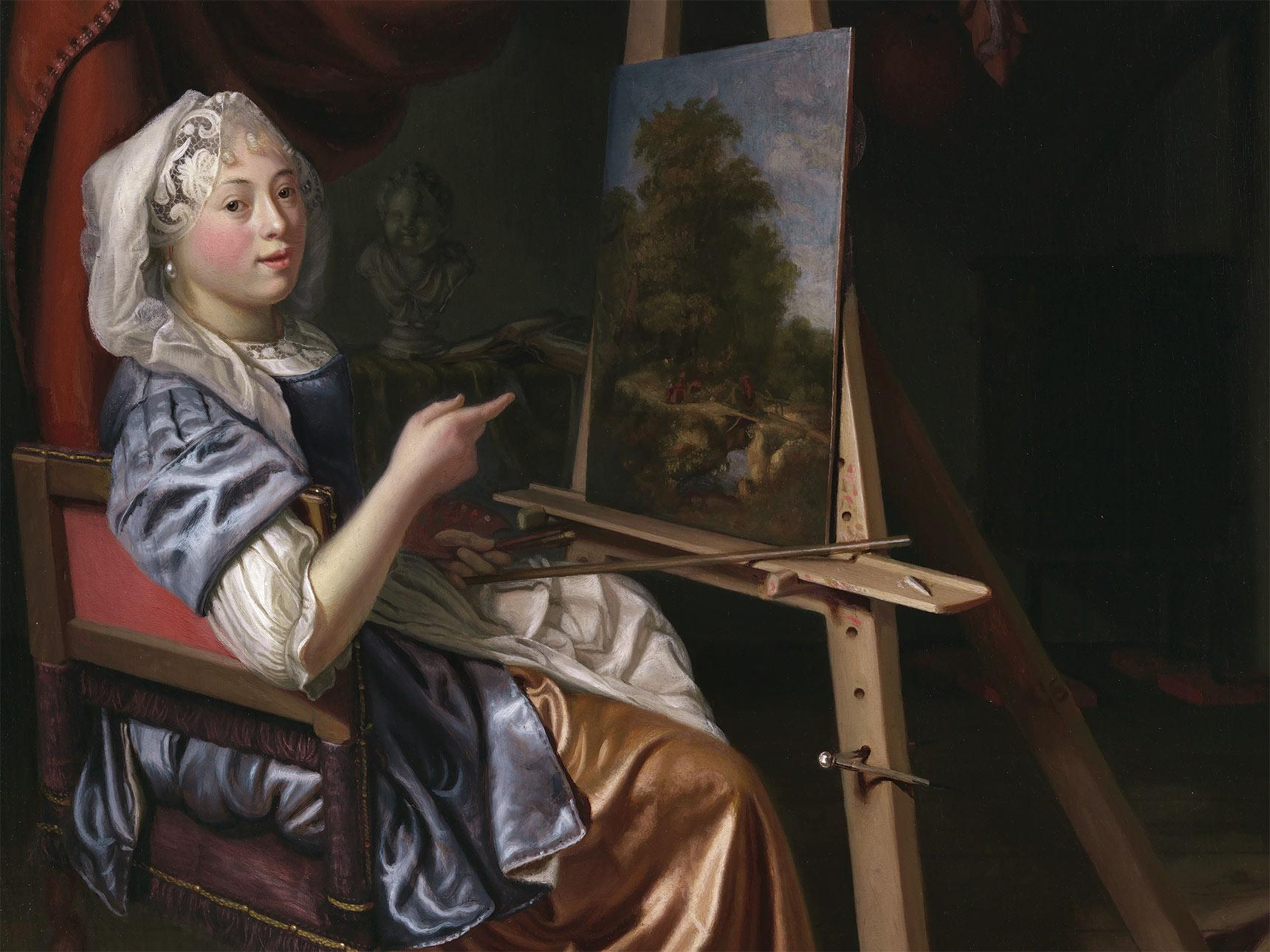
Selbstporträt vor Staffelei, Maria Schalken, um 1680, Maße 39,6 × 31,6 cm, Öl auf Holz.

#### Beschreibung
Das Selbstporträt vor der Staffelei wurde um 1680 mit Öl auf Holz von Maria Schalken gemalt und hat die Maße 39,6 × 31,6 cm und ist im Besitz des Boston Museum der Feinen Künste.
Im Vordergrund ist eine Frau vor einer Staffelei zu sehen. Auf der Staffelei ist eine Landschaft abgebildet. Die Frau ist nach rechts zur Betrachtenden Person gedreht.
Der Mittelgrund besteht aus schweren roten Vorhängen, und im Hintergrund, auf einem Tisch mit Tischdecke ist ein aufgeschlagenes Buch und eine Steinbüste zu sehen. In der oberen rechten Ecke ist ein Regalbrett zu sehen, auf welchem ein Totenkopf und ein rotes Tuch sind.

#### Zuordnung
Dieses Gemälde wurde einst ihrem Bruder und Lehrer Godefridus Schalcken zugeordnet, Konservierungsbehandlungen im Jahr 1998 enthüllten jedoch Marias Unterschrift in der oberen linken Ecke, was deutlich machte, dass es sich um ein Selbstporträt handelt. Dies ist eines von nur zwei bekannten Gemälden der Künstlerin.

### Weitere Werke

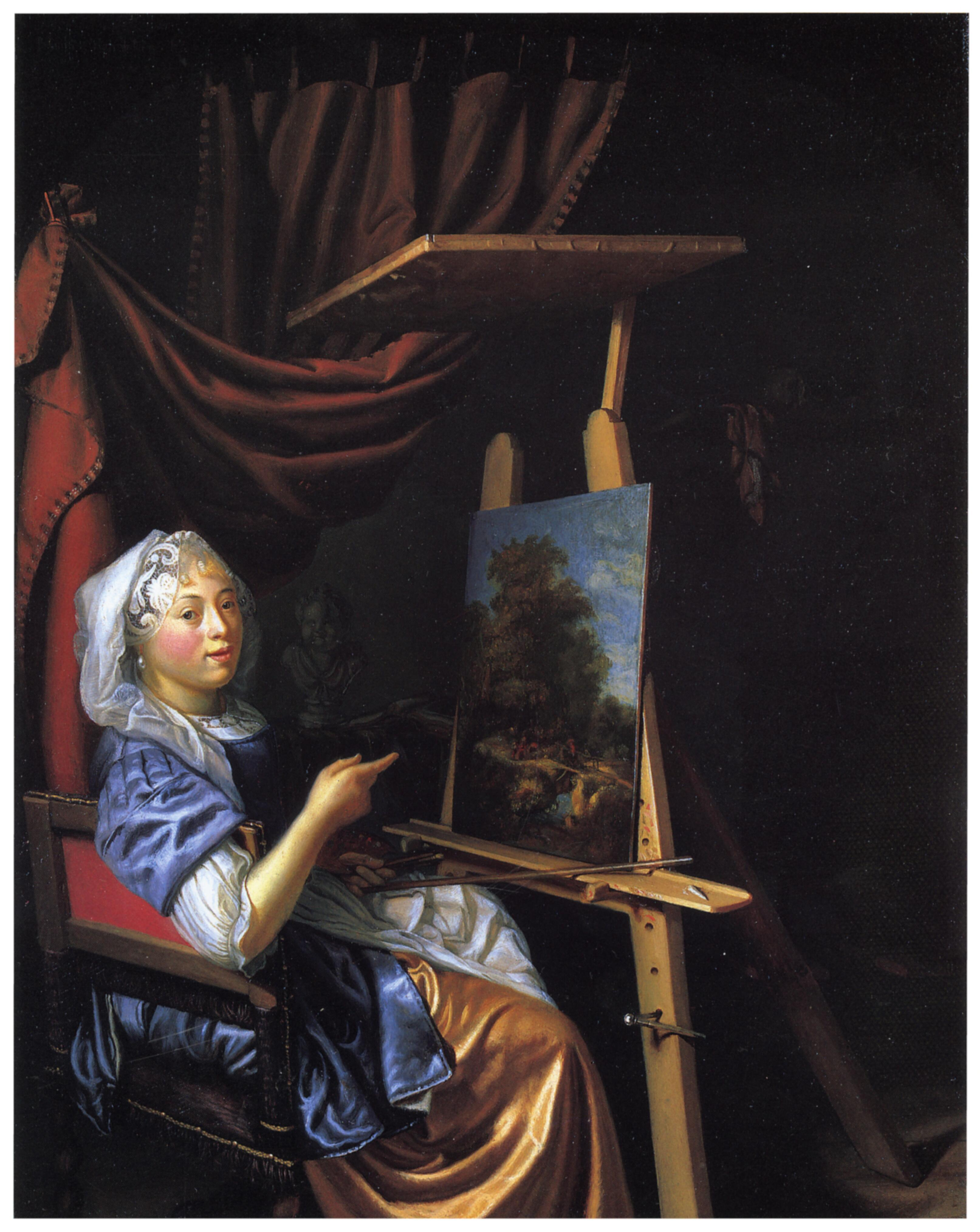
Selbstportrait vor Staffelei, um 1680. Die Signatur oben links war im 19. Jahrhundert so übermalt worden, dass das Bild bis 1989 für ein Werk ihres Bruders Godefridus Schalcken gehalten wurde
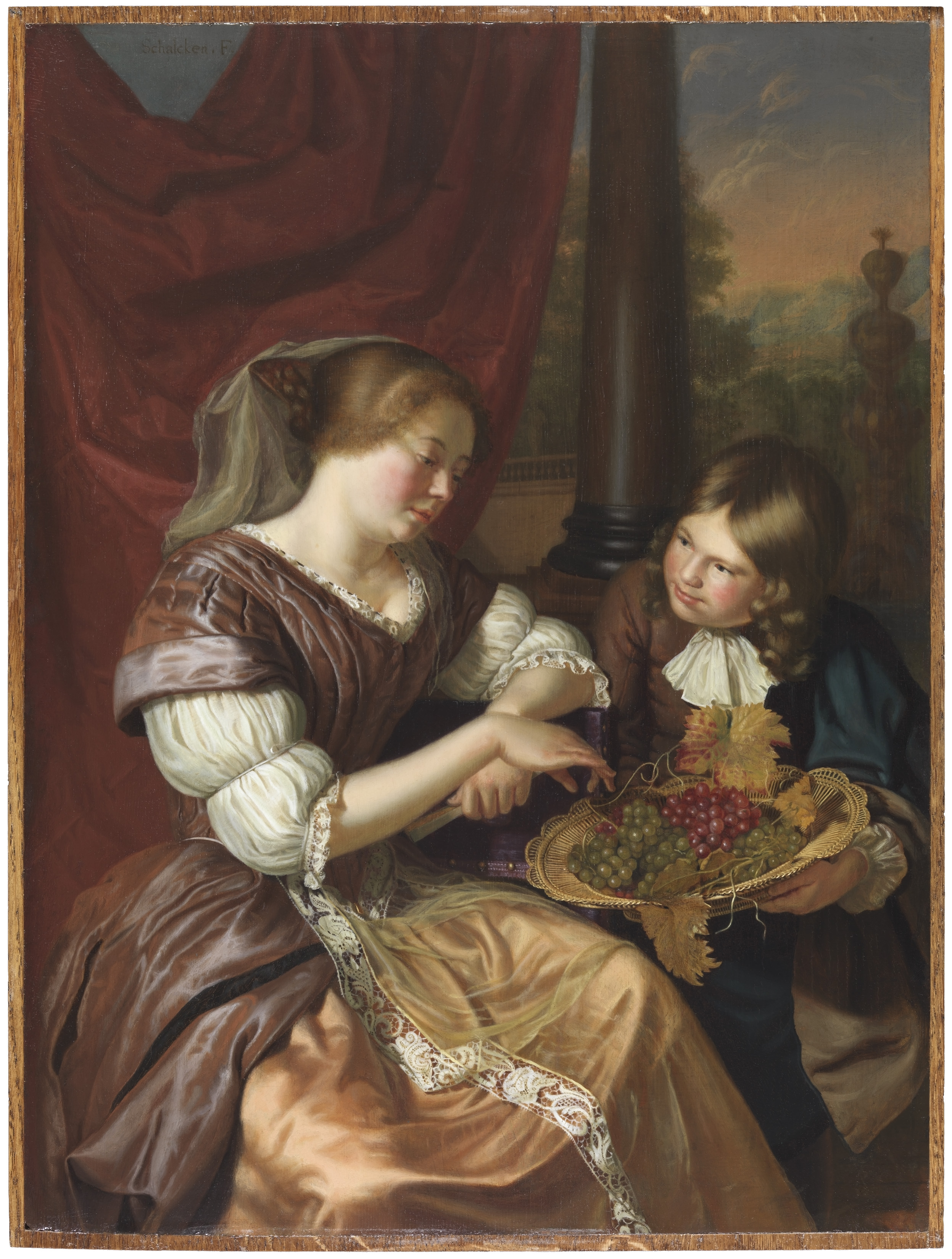
Ein Junge bietet einer Frau Weintrauben an (New York, The Leiden Collection)